# Supercopa Turca de Voleibol Masculino de 2014
A Supercopa Turca de Voleibol Masculino  de 2014 foi a sexta edição desta competição organizada pela  FTV. Participaram do torneio duas equipes, os campeões da Liga A Turca e da Copa da Turquia.

## Sistema de disputa
O Campeonato foi disputado em um jogo único.

## Equipes participantes
Equipes que disputaram a Supercopa de Voleibol de 2014:

### Masculino
| Equipe        | Cidade   | Qualificação                                                      | Última participação |
| ------------- | -------- | ----------------------------------------------------------------- | ------------------- |
| Halkbank SK   | Ankara   | Campeão da Liga A Turca 2013–14 e da Copa da Turquia 2013–14      | 2013                |
| Fenerbahçe SK | Istambul | Vice-campeão da Liga A Turca 2013–14 e da Copa da Turquia 2013–14 | 2012                |

## Resultado
| 15 de outubro de 2014 17:30 Relatório | Halkbank SK | 3 — 1                   | Fenerbahçe SK | Mustafa Dağıstanlı Spor Salonu, Samsun Público: 2 000 |
| 15 de outubro de 2014 17:30 Relatório | 25 29 25 26 | Set 1 Set 2 Set 3 Set 4 | 22 31 15 24   | Mustafa Dağıstanlı Spor Salonu, Samsun Público: 2 000 |

## Premiações
| Supercopa Masculina de 2014     |
| Turquia                         |
| ------------------------------- |
| Halkbank SK Campeão (2º título) |